# Andrés Cantú Ramírez
Andrés Mauricio Cantú Ramírez (23 de junio de 1975) es un político mexicano, miembro del Partido Revolucionario Institucional (PRI). HA sido diputado federal de 2021 a 2024.

## Biografía
Es licenciado en Derecho y Ciencias Jurídicas y maestro en Métodos Alternos de Solución de Controversias por la Universidad Autónoma de Nuevo León (UANL); misma institución en la que desempeñó como docente.
El presidente municipal de Apodaca, Raymundo Flores Elizondo, lo nombró secretario de Desarrollo Urbano y Ecología del ayuntamiento por el encabezado de 2012 a 2024, y de 2014 a 2015 secretario de Desarrollo Social. En las elecciones estatales de 2015 fue candidato del PRI a diputado por el Distrito 16 local, logrando el triunfo, y siendo elegido a la LXXIV Legislatura de Congreso del Estado de Nuevo León que culminó en 2018. En esta legislatura fue presidente de la Mesa Directiva; secretario de la comisión de Legislación y Puntos Constitucionales; y, vocal de las comisiones de Desarrollo Urbano; de Educación, Cultura y Deporte; de Juventud; y, segunda de Hacienda y Desarrollo Municipal.
En las elecciones federales de 2021 fue postulado por el PRI a diputado federal por el Distrito 2 de Nuevo León. Fue elegido con el 37.02% de los votos, para representar al distrito en la LXV Legislatura que concluiría en 2024. En esta legislatura fue secretario de la comisión de Comunicaciones y Transportes; e integrante de las comisiones de Marina; y, de Zonas Metropolitanas. Se separó del cargo mediante licencia a partir del 29 de febrero de 2024.